# Mercy (film 2009)
Mercy è un film del 2009 diretto da Patrick Hoelck.

## Curiosità
Scott Caan e suo padre James tornano a recitare insieme dopo A Boy Called Hate del 1995. Anche in quella occasione recitarono nel ruolo padre-figlio.